# Pierre-Perthuis
Pierre-Perthuis település Franciaországban, Yonne megyében. Lakosainak száma 104 fő (2022. január 1.). Pierre-Perthuis Saint-Père, Domecy-sur-Cure, Foissy-lès-Vézelay, Fontenay-près-Vézelay és Menades községekkel határos.

## Népesség
A település népességének változása:
| Lakosok száma | 136  | 130  | 126  | 122  | 117  | 112  | 107  | 105  | 104  |
|               | 2013 | 2015 | 2016 | 2017 | 2018 | 2019 | 2020 | 2021 | 2022 |